# Ronde van Italië 2024/Dertiende etappe
De dertiende etappe van de Ronde van Italië 2024 vond plaats op 17 mei. Deze etappe werd gewonnen door Jonathan Milan die zijn derde etappezege behaalde deze editie. De beste Nederlander deze etappe was Tim van Dijke die in de sprint als vierde over de eindstreep kwam. Dit was zijn eerste toptienklassering in een Grote Ronde.
Er zijn deze etappe geen opgaven gemeld en ook de leiders in de klassementen bleven hetzelfde.

## Uitslagen
| Riccione – Cento (179 km) |                       |                            |          |
| Plaats                    | Naam                  | Ploeg                      | Tijd     |
| Winnaar                   | Jonathan Milan        | Lidl-Trek                  | 4u02'03" |
| 2                         | Stanisław Aniołkowski | Cofidis                    | z.t.     |
| 3                         | Phil Bauhaus          | Bahrain-Victorious         | z.t.     |
| 4                         | Tim van Dijke         | Team Visma \| Lease a Bike | z.t.     |
| 5                         | Hugo Hofstetter       | Israel-Premier Tech        | z.t.     |
| 6                         | Fernando Gaviria      | Movistar Team              | z.t.     |
| 7                         | Sebastián Molano      | UAE Team Emirates          | z.t.     |
| 8                         | Laurence Pithie       | Groupama-FDJ               | z.t.     |
| 9                         | Giovanni Lonardi      | Team Polti Kometa          | z.t.     |
| 10                        | Alberto Dainese       | Tudor Pro Cycling Team     | z.t.     |
|                           |                       |                            |          |
| 15                        | Tim Merlier           | Soudal Quick-Step          | z.t.     |

| Algemeen klassement |                        |                                 |           |
| Plaats              | Naam                   | Ploeg                           | Tijd      |
| Roze trui           | Tadej Pogačar          | UAE Team Emirates               | 49u24'38" |
| 2                   | Daniel Felipe Martínez | BORA-hansgrohe                  | + 2'40"   |
| 3                   | Geraint Thomas         | INEOS Grenadiers                | + 2'56"   |
| 4                   | Ben O'Connor           | Decathlon AG2R La Mondiale Team | + 3'39"   |
| 5                   | Antonio Tiberi         | Bahrain-Victorious              | + 4'27"   |
| 6                   | Romain Bardet          | Team dsm-firmenich PostNL       | + 4'57"   |
| 7                   | Lorenzo Fortunato      | Astana Qazaqstan Team           | + 5'19"   |
| 8                   | Filippo Zana           | Team Jayco AlUla                | + 5'23"   |
| 9                   | Einer Rubio            | Movistar Team                   | + 5'28"   |
| 10                  | Thymen Arensman        | INEOS Grenadiers                | + 5'52"   |
|                     |                        |                                 |           |
| 33                  | Mauri Vansevenant      | Soudal Quick-Step               | + 38'09"  |

1e etappe ·
2e etappe ·
3e etappe ·
4e etappe ·
5e etappe ·
6e etappe ·
7e etappe ·
8e etappe ·
9e etappe ·
10e etappe ·
11e etappe ·
12e etappe ·
13e etappe ·
14e etappe ·
15e etappe ·
16e etappe ·
17e etappe ·
18e etappe ·
19e etappe ·
20e etappe ·
21e etappe
Startlijst · Eindstanden · Afbeeldingen